# Babette Pohl
Babette Pohl (* 22. April 1971) ist eine deutsche Juristin und Richterin am Bundesgerichtshof.

## Leben und Wirken
Nach dem Abschluss ihrer juristischen Ausbildung trat Pohl 1999 in den Justizdienst des Landes Baden-Württemberg ein. Dort wurde sie zunächst am Landgericht Mosbach und am Amtsgericht Heidelberg eingesetzt. Ab April 2000 war Pohl bis November 2002 an das baden-württembergische Justizministerium abgeordnet. Im August 2001 wurde sie nominell zur Staatsanwältin bei der Staatsanwaltschaft Mannheim ernannt, trat aber gleich nach Ende ihrer Abordnung eine Stellung als Richterin kraft Auftrags am Landgericht Heidelberg an. Im Februar 2003 wurde sie dort zur planmäßigen Richterin am Landgericht ernannt. Während ihrer Richtertätigkeit am Landgericht Heidelberg wurde sie drei weitere Male abgeordnet: Von August 2006 bis Dezember 2008 als wissenschaftliche Mitarbeiterin an das Bundesverfassungsgericht, von Juli 2010 bis März 2011 an das Oberlandesgericht Karlsruhe und ab Juli 2013 an den Staatsgerichtshof Baden-Württemberg. Im Dezember 2013 wurde sie zur Richterin am Oberlandesgericht Karlsruhe befördert.
Im März 2016 wurde Pohl zur Richterin am Bundesgerichtshof gewählt. Sie wurde dem vor allem für das Amts-, Staats- und Notarhaftungsrecht, das Recht der öffentlich-rechtlichen Entschädigung sowie für Rechtsstreitigkeiten über Dienstverträge und Geschäftsbesorgungsverhältnisse zuständigen III. Zivilsenat zugewiesen.